# Leonor Varela
Leonor Varela, född 29 december 1972 i Santiago, Chile, är en skådespelare och fotomodell.
Hon är dotter till framlidne neuroforskaren Francisco Varela.

## Filmografi i urval
- 1998 – Mannen med järnmasken
- 1999 – Cleopatra (TV-serie)
- 2001 – Skräddaren i Panama
- 2002 – Blade II
- 2003 – Arrested Development (TV-serie) (2 avsnitt)
- 2003 – Håll käft!
- 2004 – Stargate Atlantis (TV-serie) (1 avsnitt)
- 2004 – Voces Inocentes
- 2005 – E-Ring (TV-serie) (1 avsnitt)
- 2008 – Hell Ride
- 2013 – Agents of S.H.I.E.L.D. (TV-serie) (1 avsnitt)
- 2013 – Odd Thomas
- 2018 – Alpha
- 2018 – Lethal Weapon (TV-serie) (2 avsnitt)